# Anda (Alava)
Pour les articles homonymes, voir Anda (homonymie).
Anda est une commune ou contrée de la municipalité de Kuartango dans la province d'Alava dans la Communauté autonome basque.
- Anda a 71 habitants. Cette commune regroupe 3 quarties:
  - Anda avec 30 habitants.
  - Andagoia et une population de 35 habitants.
  - Katadiano et une population de 6 habitants.